# Helluomorphoides latitarsis
Helluomorphoides latitarsis es una especie de escarabajo del género Helluomorphoides, tribu Helluonini, familia Carabidae. Fue descrita científicamente por Casey en 1913.
Habita en ecosistemas terrestres y se distribuye por América del Norte, en Estados Unidos y México.